# 伊藤理佐
伊藤 理佐（いとう りさ、1969年9月6日 - ）は、日本の漫画家。長野県諏訪郡原村出身。代表作に『おいピータン!!』『ヒゲぴよ』『幸福のススメ』『おるちゅばんエビちゅ』『やっちまったよ一戸建て!!』など。

## 経歴・人物
板金塗装店を経営する両親の元に三姉妹の長女として生まれる。小学生の頃に鈴木光明の「少女まんが入門」を読み漫画を書き始める。1987年、長野県諏訪二葉高等学校の在学中に『月刊ASUKA』へ投稿した短編ギャグ漫画「おとうさんの休日」が掲載されデビュー。高校卒業後は上京し、女子美術大学短期大学部彫塑科に入る。アシスタントをしながら自分の作品も描いた。
猫好きであり、作品内にも猫が描かれることが多い。
一度の離婚歴があるが、2007年に漫画家の吉田戦車と再婚した。吉田とは若い頃からの飲み仲間で、お互いの初婚後は疎遠になっていたが、離婚後に二ノ宮知子の『のだめカンタービレ』が講談社漫画賞を受賞した際の記念パーティーで再会し、その後交際に発展して結婚した。その後妊娠し、2010年1月14日に女児を出産した。この際、連載中の『おんなの窓』は吉田が『おとこの窓』として4回にわたりピンチヒッターを務めた。
『やっちまったよ一戸建て!!』で書かれた新築の一戸建ては吉田との再婚時に売却し(その数ヵ月前に賃貸マンションに転居している）、現在は別の中古物件を住居兼仕事場にしている。また『ダ・ヴィンチ』2006年12月号にて、本人は自分を「酒ラン（酒乱）」と考えていることを告白するなど、酒豪である。
『おいピータン!!』で第29回講談社漫画賞少女部門受賞。『女いっぴき猫ふたり』、『おいピータン!!』、『おんなの窓』など一連の作品で第10回手塚治虫文化賞短編部門受賞。

## 作品リスト
- 悪魔の楽園
- あさって朝子さん
- あたって砕けろ
- いいようにはしないから
- いとうりさ丼
- えみちゃんでポン
- おかあさんの扉（『オレンジページ』で連載中）
- おいクロタン!!（『おいピータン!!』のスピンオフ作品）
- おいピータン!!
- OL様のつけどころ
- お父さんの休日
- おるちゅばんエビちゅ（主婦と生活社『ギガ/Shan』→双葉社『アクションピザッツ』）
- おるちゅばんエビちゅ ちゅ〜（双葉社『漫画アクション』）
- おんなの窓（『週刊文春』で連載中）
- 今日もいい天気
- ぐるぐるッと!
- 結婚泥棒
- 恋のウフフ話
- 恋のナイショ話
- 幸福のススメ
- ご指名ねがいます
- こんなんで一家
- チューネン娘。
- 微熱なバナナ
- 逆立ち幽霊
- ハチの子リサちゃん
- は行でいこう
- はらはちぶう
- ヒゲぴよ（『コーラス』で連載、NHKにてアニメ化）
- 必殺!OL非事人
- ヒロミとジュリエット
- ミックスリサ
- 妙齢おねいさん道（『オール讀物』で連載中）
- モモちん
- やっちまったよ一戸建て!!
- りさちゃん大集合
- ひとり上手な結婚（2010年8月 講談社 / 2014年2月 講談社文庫）-山本文緒との共著
- ティーンズボディーブック新装改訂版（イラスト、中央公論新社）
- 今日は笑点びより（50周年記念 完全保存版 『笑点』大研究（2016年8月19日、電子書籍）に収録）[11]
- 「ステキな奥さん」シリーズ（『朝日新聞』で連載中の「オトナになった女子たちへ」に加筆した物）

1. ステキな奥さん ぶはっ
2. ステキな奥さん あはっ
3. ステキな奥さん うぷぷっ

### コラム
- オトナになった女子たちへ（朝日新聞 朝刊 金曜 生活面） - 同じ1969年生まれの益田ミリと交互に掲載。イラストも描く。

### 文献
- 『伊藤理佐 総特集　おんなの人生、濃縮還元。』河出書房新社「KAWADE夢ムック」、2022年。多くの知人が寄稿

## テレビ出演
- ボクらの時代 (2022年4月17日、フジテレビ) - 二ノ宮知子、安野モヨコと対談[12]